# القفطان الأزرق (فلم)
القفطان الأزرق (بالفرنسية: Le Bleu du caftan) هو فيلم دراما مغربي صدر سنة 2022، من إخراج مريم التوزاني. يُصور الفيلم امرأة وزوجها المثلي اللذين يديران متجرًا للقفاطين في مدينة سلا بالمغرب، ويوظفانِ شابًا متدرِّبًا عندهما. عُرض الفيلم أول مرة في قسم جائزة نظرة ما ضمنَ مهرجان كان السينمائي لعام 2022.
أعلنَ المركز السينمائي المغربي اختيارَ القفطان الأزرق لتمثيل المغرب في القائمة القصيرة لجوائز الأوسكار لعام 2023 عن فئة «الأفلام الروائية الدَّولية».

## القصة
حليم هو خياطٌ متخصصٌ في صنع القفاطين في مدينة سلا، يعمل يدويًّا وَفقًا للتقنيات التقليدية. يُدير رفقة زوجته مينة متجرًا لبيعِ القفاطين، ومع أن الاثنين مرتبطان بعَلاقة رسمية فإنهما يتشاركان سرًّا مخزيًا وخطيرًا في المجتمع المغربي، وهو أنَّ حليم مثلي الجنس، ويلتقي في الحَمَّام من حينٍ لآخر بشركاءَ جنسيين من نفسِ ميوله.
يعملُ حليم على صنعِ قفطان أزرق فاخر، بتكليفٍ من عميلٍ ثري. يصعبُ العثور على متدربين للعمل في محلّ بيع القفاطين التقليديّة، لكن حليم يعثر على الشاب يوسف للعمل لديه ومساعدته، الذي يُشاركه في نفس الوقت شغفه بالتجارة. تتوطَّدُ العلاقة بين الطرفين، وهو ما يثير غيرة مينة التي تنتقدُ يوسف وتتهمه خطأً بتضييع أو سرقة قطعة قماش ثمينة.
تُصاب مينة بمرض السرطان الذي يُنهكها ويقضي على صحتها شيئًا فشيئًا حيثُ توقَّفت عن الأكل وتفقد بذلك الكثير من وزنها مما يضطرُّ زوجها لرعايتها والبقاء لجانبها في هذه المحنة مكلّفًا بذلك يوسف بإدارة المتجر. تتصالحُ مينة في وقت لاحقٍ مع يوسف بعد الاتهام الخطير الذي وجَّهته له، وتتقبّل فكرة مشاركة زوجها حليم والعلاقة التي تربطه بيوسف. تُفارق مينة الحياة بعدما اشتدَّ مرضها، فيُقرّر حليم تكفينها بالقفطان الأزرق الرائع الذي كان يعمل عليه طَوال المدَّة الماضيّة.

## طاقم التمثيل
- لبنى أزابال في دور مينة
- صالح بكري في دور حليم
- أيوب ميسيوي في دور يوسف

## وصلات خارجية
- مقالات تستعمل روابط فنية بلا صلة مع ويكي بيانات